# چرخ‌ریسوی شمالی
چرخ‌ریسوی شمالی (نام علمی: Poecile hudsonica) نام یک گونه از تیره چرخ‌ریسک است.